# Рангпур (зіла)
Рангпур (бенг. রংপুর) — округ у Північному Бангладеш. Це частина підрозділу  Рангпур.

## Географія
У складі підрозділу Рангпур (одного з восьми відділів), що складається з восьми районів північного Бангладеш, округ Рангпур межує на півночі з районом Нілфамарі, на півдні з районом Гайбандха, на сході з Куріграмом і на заході з Дінаджпуром. Місто Рангпур є штабом дивізії. Ґрунтовий склад в основному складається з алювіальних ґрунтів (80%) басейну річки Тіста, а решта - це ґрунти. Температура 32—11 °C (90—52 °F), а річна кількість опадів становить 2 931 мм (9,616 фут).

## Історія
Рангпур був завойований армією Раджі Ман Сінгха, командувача імператора Великих Моголів, і Акбара в 1575 році, але лише до 1686 року він був повністю інтегрований до Імперії Великих Моголів. Такі назви місць, як Mughalbasa («місцевість Моголів») і Mughalhat («ринок Моголів»), свідчать про асоціацію з Моголами та минуле Рангпура та його глибинки. Пізніше Рангпур перейшов під контроль «Саркера» з Ґорагат . У період Ост-Індської компанії відбулося повстання факірів-саньясі. Район Великий Рангпур був розділений на п'ять округів у 1984 році.

## Адміністративні підрозділи

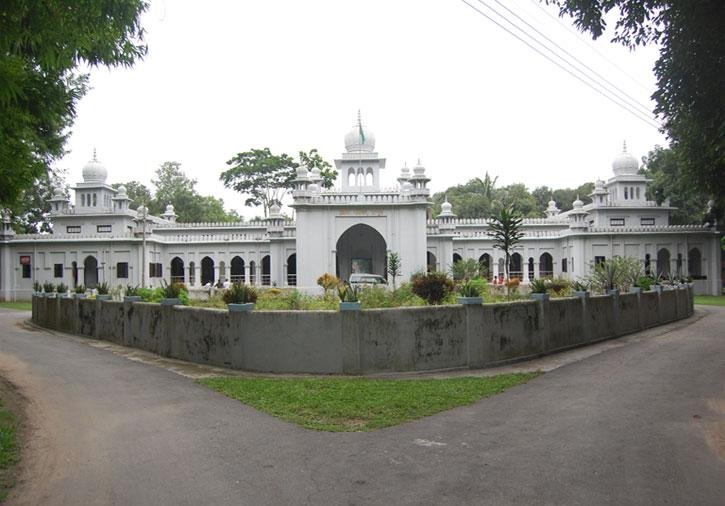
Будівля ради зіли

Район має 1 міську корпорацію та 3 муніципалітети, а саме Рангпурську міську корпорацію, Бадаргандж, Харагач і Пеергандж, а також вісім Упазіл, а саме:
- Бадаргандж
- Мітхапукур
- Гангачара
- Каунія
- Рангпур Садар
- Піргача
- Піргандж
- Тарагандж

## Освіта

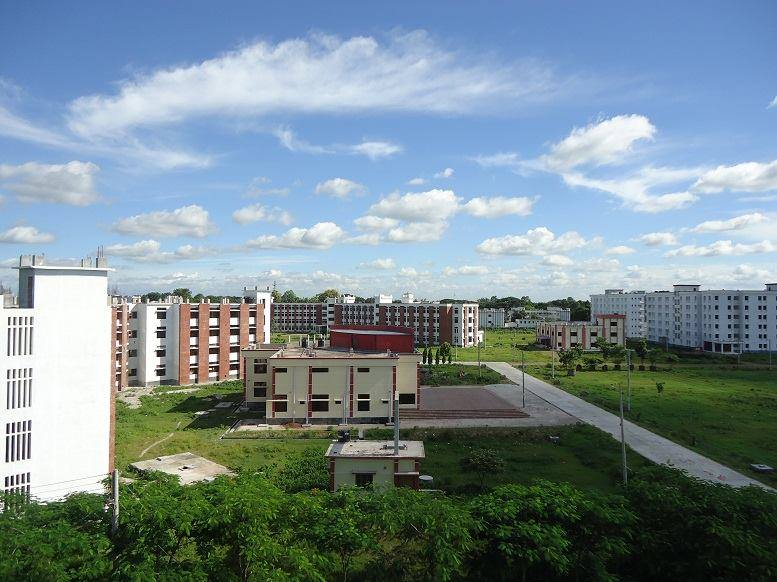
Кампус університету Бегум Рокея

Університет Бегум Рокея — єдиний університет у районі Рангпур. Медичний коледж Рангпур є одним із найбільших державних медичних коледжів у Бангладеш. Коледж Кармайкла, заснований у 1916 році кількома провідними заміндарами, є коледжем післядипломної освіти, який пропонує курси з 14 предметів на факультетах мистецтв, соціальних наук, науки та комерції. Найвідомішим навчальним закладом у цьому регіоні є Рангпурський кадетський коледж. Інші відомі заклади включають державна школа і колледж Кантонмент, Рангпур (CPSCR), державний колледж Рангпура, Школа і колледж поліції і школа Рангпур Зіла. Школа зіли заснована в 1832 році, ця вища середня школа відома якістю освіти, яку вона пропонує. Інші відомі навчальні заклади включають державний колледж Рангпур, Колледж Бегум Рокея. Комерційний інститут. Крім того, в Рангпурі є один політехнічний інститут, один професійно-технічний інститут, близько 282 середніх шкіл, 722 державних початкових шкіл, 38 середніх шкіл, 193 школи під управлінням НУО (неурядових організацій) і майже 370 медресе. Модельний коледж Рангпур тепер є коледжем із відзнакою.